# Nesophontidae
Nesophontidae é uma família extinta de musaranhos da ordem Soricomorpha, endêmica do Caribe. Contém apenas um gênero, o Nesophontes, e várias espécies descritas de materiais subfósseis, comumente chamadas de musaranhos-das-índias-ocidentais ou musaranhos-do-caribe. Estes animais habitavam as ilhas de Cuba, Hispaniola, Porto Rico e ilhas Cayman, e se extinguiram no início do século XVI com a chegada dos espanhóis ao Caribe.

## Espécies
- Nesophontes edithae Anthony, 1916
- Nesophontes hypomicrus Miller, 1929
- Nesophontes longirostris Anthony, 1919
- Nesophontes major Arredondo, 1970
- Nesophontes micrus G. M. Allen, 1917
- Nesophontes paramicrus Miller, 1929
- Nesophontes submicrus Arredondo, 1970
- Nesophontes superstes Fischer, 1977
- Nesophontes zamicrus Miller, 1929